# Stictoptera acutangulata
Stictoptera acutangulata là một loài bướm đêm trong họ Noctuidae.